# Winnipeg Hockey Club

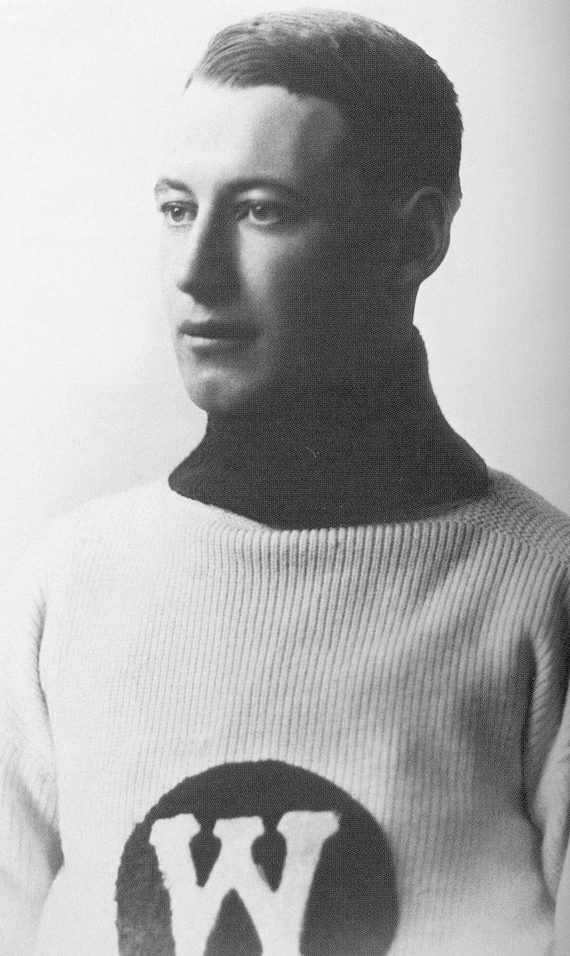
Jack Ruttan med Winnipeg Hockey Club.

Winnipeg Hockey Club, även kallat Winnipeg Winnipegs, var ett kanadensiskt ishockeylag från Winnipeg, Manitoba som spelade i olika konstellationer av Manitoba Hockey Association från 1892 till 1933.
Winnipeg Hockey Club vann Manitoba Hockey League 1913 samt även det kanadensiska amatörmästerskapet Allan Cup samma år. 1931 vann klubben åter igen Allan Cup och fick i och med segern representera Kanada under de olympiska vinterspelen 1932 i Lake Placid, New York där laget segrade framför det amerikanska landslaget.
Berömda spelare som representerade Winnipeg Hockey Club var bland annat Jack Ruttan, Fred "Steamer" Maxwell och Red Dutton, som alla är invalda i Hockey Hall of Fame.

## OS 1932
Laget som vann OS-guld 1932: William Cockburn, Clifford Crowley, Albert Duncanson, George Garbutt, Roy Henkel, Vic Lindquist, Norman Malloy, Walter Monson, Kenneth Moore, Romeo Rivers, Harold Simpson, Hugh Sutherland, Stanley Wagner, Alston Wise.